# BAMMA
British Association of Mixed Martial Arts（ブリティッシュ・アソシエーション・オブ・ミックスト・マーシャル・ アーツ）は、イギリスの総合格闘技団体。2009年に親会社であったProEliteの破綻に伴い活動停止したCage Rageのスタッフを中心に設立。NJSACB制定のユニファイドルールに準拠し、試合場に八角形のオクタゴンケージを採用。通称は、BAMMA。
2010年9月25日に開催した「BAMMA 4」はテレビ視聴者数が86万5000人を記録。2012年から2016年までチャンネル5で全英に中継されていた。2016年12月16日にBellator MMAと提携し、アイルランドで「Bellator 169」と「BAMMA 27」を2部構成で開催した。王座の変遷については「BAMMA王者一覧」を参照。